# Липов, Юрий Нойевич
Юрий Нойевич Липов (род. 9 апреля 1934) — советский и российский учёный, специалист в сфере механизации сельского хозяйства. Член-корреспондент Российской инженерной академии. Доктор технических наук, профессор ВИСХОМ, где много лет являлся директором отделения «Гидрокомплекс». Лауреат Государственной премии Российской Федерации 1996 года: «за создание и внедрение высокоэффективных комплексов машин нового поколения для промышленного производства овощей и грибов в защищённом грунте».